# شاکتیپات
شاکتیپات (انگلیسی: Shaktipat)، در آیین هندو باور این است که بهاکتی «باکتی»(Bhakti) یا عشق الهی را از طریق شاکتیپات می‌توان به دست آورد.

## شاکتیپات
به عقیده باورمندان آیین هندو شاکتیپات در اثر دیدار، تماس، مانترا (mantra [ذکر])، یا صرفاً با ارادهٔ مرشد منتقل می‌شود، این مورد اخیرش را از مسافت‌های دور هم اعمال می‌کنند.

## آتش کندالینی
مرشد به وسیلهٔ تماس دست‌هایش، یا با نظری که می‌افکند، یا با سخنی که می‌گوید، و کلمه یا کلامی را که مانتراها نامیده می‌شوند، یا با یکی از اسماء مقدس پروردگار، یا فقط با فکر، انجام می‌دهد. وقتی که نیروی الهی به این ترتیب منتقل شد، او (She) به طریقی که نیروی خفته کندالینی را در مرید بیدار کند به کار می‌افتد. به هر حال، به بیانی ساده، آتش کندالینی را روشن می‌کند، و در سراسر سیستم عصبی شعله‌ور می‌نماید، که در نهایت به بازگشایی درگاه سوشومنا (Shushumna) می‌انجامد، و به سوی مغز سر (cerebrum) (ساهاسرارSahasrar) بالا می‌رود که از طریق مراکز ششگانهٔ معبر فقراتی در امتداد مراکز عصبی مغز استخوان (medula oblanga) عبور می‌نماید.

## شاکتیپات دیکشا
شاکتیپات دیکشا را [ودها دیکشا (Vedha Diksha)] هم می‌نامند. که معنای تحت اللفظی ودها «نفوذ کردن از میان» می‌باشد، زیرا گورو استا د یا پیر، کندالینی را بیدار می‌کند، و او را وامی‌دارد تا از میان شش چاکرا نفوذ کند. با لمس، نظر و فکر شاکتی از جسمش به جسم دیگر از راه واسطه ای مایع نجومی پایدار دایمی سفر می‌کند، در حالی که در مورد سخن، کلمات گفته شده واسطه انتقال شاکتی هستند، و با این کلمات مانتراهای شاکتی سامپوتیتها (Shaktisamputitha) گفته می‌شود، یعنی مانتراهایی که با شاکتی اشباع شده‌اند.
قاعدتاً همهٔ اشخاص توان دریافت این شاکتی را ندارند حتی اگر گورو هم بخواهد، اما قدرت دریافتی شخص به تدریج توسعه پیدا می‌کند، بی آنکه به جنسیت، سن، طبقهٔ اجتماعی، اعتقاد، یا ملیت ارتباطی داشته باشد.

## خدمات عاری از خودخواهی
با کردارهای پارسایانه، افکار خالص، عشق به خدا، و عبادات عاجزانهٔ گرم برای معبود یکتا، و خدماتی که عاری از خودخواهی باشد قدرت دریافتی شاکتیپات زیاد می‌شود. زنان خانه‌دار هم می‌توانند از شاکتیپات، که هیچ مرزی نمی‌شناسد بهره‌مند شوند.